# Battaglia del Cerrito
La battaglia del Cerrito o battaglia di Cerrito fu uno scontro bellico combattuto il 31 dicembre 1812 nel contesto delle guerre d'indipendenza ispanoamericana tra le truppe realiste del governatore spagnolo di Montevideo, Gaspar de Vigodet, e l'esercito patriota del governo di Buenos Aires.
Il tentativo da parte degli spagnoli di rompere l'assedio portato dall'avanguardia di José Rondeau alla città fu respinto. Le truppe realiste furono così costrette a richiudersi a Montevideo, dove poterono in seguito essere rifornite esclusivamente attraverso il Río de la Plata.

## Antefatti
Dopo un periodo di difficoltà militari e politiche, la nascita del Secondo Triumvirato rilanciò l'offensiva del governo rivoluzionario di Buenos Aires contro i realisti stanziati nella Banda Oriental. Con la situazione migliorata sul fronte settentrionale a seguito della battaglia di Tucumán, fu così ordinato a Manuel de Sarratea, comandante dell'esercito accampato sul fiume Uruguay, di marciare nuovamente su Montevideo.
Sarratea formò un'avanguardia con tre squadroni di cavalleria (Dragones de la Patria) e due battaglioni di fanteria, accompagnata da due pezzi d'artiglieria e affidata al comando di José Rondeau. Il 20 ottobre 1812 questa giunse a Montevideo, dando inizio al secondo assedio della città. Dopo una serie di scaramucce tra i due eserciti, il 1º novembre ebbe luogo uno scontro più intenso: il tentativo di sortita da parte di una pattuglia realista fu respinto dagli assedianti, causando la morte di 14 soldati spagnoli e 9 soldati patrioti.
L'arrivo da Lima a novembre della fregata Apodaca, carica di aiuti in denaro, armi e munizioni, spinse il governatore spagnolo Vigodet a tentare di forzare l'assedio, in considerazione anche dell'ancora scarso numero di effettivi tra le truppe assedianti.

## La battaglia
La mattina del 31 dicembre 1812, le truppe spagnole uscirono dalla città attaccando in tre colonne, precedute dalla cavalleria di Benito Chaín; nella colonna di destra marciava lo stesso Vigodet con l'intero stato maggiore. Chaín cadde sull'avanguardia patriota, formata da 400 soldati al comando del paraguaiano Baltasar Vargas, cogliendola impreparata; di tale reparto solo pochi uomini riuscirono a fuggire, mentre lo stesso comandante cadde prigioniero con due suoi ufficiali, un alfiere e 36 soldati.
Rondeau, che prese il comando dell'esercito patriota nonostante fosse appena stato destituito da Sarratea, organizzò la difesa dislocando il battaglione n. 6 di Miguel Estanislao Soler a difendere l'altura del Cerrito e il battaglione n. 4 di Ventura Vázquez più a destra a sbarrare la strada all'avanzata realista.
Mentre Vázquez riusciva a fermare la colonna realista di Jerónimo Gallano, la divisione di destra riuscì a vincere la resistenza patriota e si impossessò del colle, issando la bandiera spagnola. Il mancato inseguimento del nemico in ritirata e l'abbandono dell'artiglieria ai piedi dell'altura, però, permisero a Rondeau di riorganizzare il battaglione, che caricò alla baionetta e riconquistò la postazione. Sui realisti in ritirata si abbatté la cavalleria; nell'azione fu ucciso il brigadiere generale Vicente Muesas, secondo di Vigodet.
Il governatore spagnolo in persona riuscì a conquistare nuovamente il colle a seguito di un contrattacco disperato, ma non fu in grado di tenere a lungo la posizione; costretto ad indietreggiare, nel timore di venire circondato, Vigodet ordinò la ritirata. La colonna di Gallano coprì la manovra, subendo numerose perdite. L'esercito realista rientrò sconfitto tra le mura di Montevideo alle 11 di mattina.

## Conseguenze
Ricevuta la notizia della vittoria, Manuel de Sarratea mosse le sue truppe dal fiume Ayuí per unirsi all'assedio. Il capo delle milizie della Banda Oriental José Gervasio Artigas, invece, in rotta con il comandante patriota, assediò a sua volta le truppe assedianti, esigendo la destituzione di Sarratea. Rondeau, che si era guadagnato il favore delle truppe, riuscì in tal modo a spingere il proprio comandante alla dimissioni e a farsi nominare suo successore.
Nel campo realista, la sconfitta peggiorò la situazione di Montevideo, impossibilitata a reperire viveri via terra; la scarsità di cibo e lo scorbuto cominciarono a minare la popolazione, mentre le autorità cittadine cominciarono a razionare l'acqua e i viveri. Dopo la battaglia del Cerrito, le truppe spagnole non tentarono più di forzare l'assedio con truppe terrestri, nemmeno quando l'arrivo di rinforzi dalla Spagna diede a Vigodet una chiara superiorità numerica sul nemico; la città poté resistere solo grazie alla supremazia navale spagnola nel Río de la Plata e alle incursioni delle navi realiste nei fiumi Uruguay e Paraná. La situazione spinse il governo di Buenos Aires, su impulso del ministro Juan Larrea, a creare una flotta patriota.